# External Stowage Platform
External Stowage Platform são três componentes da Estação Espacial Internacional, o ESP-1, ESP-2 e o ESP-3.